# Olga Govortsova
Olga Govortsova es una jugadora de tenis profesional bielorrusa, nacida el 23 de agosto de 1988 en Pinsk, Bielorrusia. Debutó en el circuito profesional de la WTA en 2004.

## Biografía
Sus mayores logros los ha conseguido alcanzando los cuartos de final de los torneos de Cincinnati y Stanford, donde batió a Shahar Pe'er. El 23 de junio de 2008, consiguió su mejor posición en el ranking mundial de la WTA, el puesto 35.
En 2008, alcanzó su primera final individual en el Campeonato Morgan Keegan en Memphis, Tennessee pero perdió ante Lindsay Davenport.

## Títulos (9; 0+9)

### Individuales (0)
| Leyenda: Antes de 2009          | Leyenda: A partir de 2009 |
| ------------------------------- | ------------------------- |
| Grand Slam (0)                  |                           |
| Juegos Olímpicos (0)            |                           |
| WTA Tour Championships (0)      |                           |
| WTA Tournament of Champions (0) |                           |
| Tier I (0)                      | Premier Mandatory (0)     |
| Tier II (0)                     | Premier 5 (0)             |
| Tier III (0)                    | Premier (0)               |
| Tier IV & V (0)                 | International (0)         |

### Finales en individuales (4)
| N.º | Fecha                    | Torneo            | Superficie    | Rivales             | Marcador         |
| 1.  | 1 de marzo de 2008       | Memphis           | Dura          | Lindsay Davenport   | 6-2, 6-1         |
| 2.  | 25 de octubre de 2009    | Moscú             | Dura          | Francesca Schiavone | 6-3, 6-0         |
| 3.  | 11 de abril de 2010      | Ponte Vedra Beach | Tierra batida | Caroline Wozniacki  | 6-2, 7-5         |
| 4.  | 14 de septiembre de 2013 | Tashkent          | Dura          | Bojana Jovanovski   | 6-4, 5-7, 6-7(3) |
| 5.  | 18 de julio de 2021      | Båstad            | Tierra batida | Nuria Parrizas      | 6-2, 6-2         |

### Dobles (8)
| Leyenda: Antes de 2009          | Leyenda: A partir de 2009 |
| ------------------------------- | ------------------------- |
| Grand Slam (0)                  |                           |
| Juegos Olímpicos (0)            |                           |
| WTA Tour Championships (0)      |                           |
| WTA Tournament of Champions (0) |                           |
| Tier I (0)                      | Premier Mandatory (1)     |
| Tier II (0)                     | Premier 5 (0)             |
| Tier III (1)                    | Premier (1)               |
| Tier IV & V (0)                 | International (5)         |

| N.º | Fecha                    | Torneo      | Superficie    | Pareja               | Oponentes en final                       | Resultado             |
| --- | ------------------------ | ----------- | ------------- | -------------------- | ---------------------------------------- | --------------------- |
| 1.  | 14 de abril de 2008      | Estambul    | Tierra batida | Jill Craybas         | Marina Erakovic Polona Hercog            | 6–1, 6–2              |
| 2.  | 20 de septiembre de 2009 | Cantón      | Dura          | Tatiana Poutchek     | Kimiko Date-Krumm Sun Tiantian           | 3–6, 6–2, [10–8]      |
| 3.  | 26 de septiembre de 2009 | Taskent     | Dura          | Tatiana Poutchek     | Vitalia Diatchenko Ekaterina Dzehalevich | 6–2, 6–7(1-7), [10–8] |
| 4.  | 9 de octubre de 2010     | Pekín       | Dura          | Chuang Chia-jung     | Gisela Dulko Flavia Pennetta             | 7–6(7-2), 1–6, [10–7] |
| 5.  | 19 de febrero de 2011    | Memphis     | Dura (i)      | Alla Kudryavtseva    | Andrea Hlavackova Lucie Hradecka         | 6-3, 4-6, [10-8]      |
| 6.  | 12 de junio de 2011      | Birmingham  | Hierba        | Alla Kudryavtseva    | Sara Errani Roberta Vinci                | 1-6, 6-1, [10-5]      |
| 7.  | 27 de agosto de 2011     | New Haven   | Dura          | Chuang Chia-jung     | Sara Errani Roberta Vinci                | 7–5, 6–2              |
| 8.  | 26 de mayo de 2012       | Estrasburgo | Tierra batida | Klaudia Jans-Ignacik | Timea Babos Yaroslava Shvedova           | 6–7(4-7), 6–3, [10–3] |

### Finales en dobles (6)
| N.º | Fecha                    | Torneo     | Superficie    | Compañera         | Rivales                          | Marcador            |
| 1.  | 14 de abril de 2008      | Charleston | Tierra batida | Edina Gallovits   | Katarina Srebotnik Ai Sugiyama   | 2-6, 2-6            |
| 2.  | 31 de julio de 2011      | Washington | Dura          | Alla Kudryavtseva | Sania Mirza Yaroslava Shvédova   | 3-6, 3-6            |
| 3.  | 25 de febrero de 2012    | Memphis    | Dura (i)      | Vera Dushevina    | Andrea Hlaváčková Lucie Hradecká | 3-6, 4-6            |
| 4.  | 14 de septiembre de 2013 | Tashkent   | Dura          | Mandy Minella     | Tímea Babos Yaroslava Shvédova   | 3-6, 3-6            |
| 5.  | 6 de abril de 2014       | Monterrey  | Dura          | Tímea Babos       | Darija Jurak Megan Moulton-Levy  | 6-7(5), 6-3, [9-11] |
| 6.  | 24 de septiembre de 2016 | Guangzhou  | Dura          | Vera Lapko        | Asia Muhammad Shuai Peng         | 2-6, 6-7(3)         |

## Títulos WTA 125s

### Individuales (0–1)
| Resultado | Fecha               | Torneo | Superficie    | Oponente       | Puntaje  |
| --------- | ------------------- | ------ | ------------- | -------------- | -------- |
| Finalista | 10 de julio de 2021 | Bastad | Tierra batida | Nuria Parrizas | 2-6, 2-6 |

### Dobles (1–0)
| Resultado | Fecha               | Torneos  | Superficie    | Pareja           | Oponentes                      | Resultado |
| --------- | ------------------- | -------- | ------------- | ---------------- | ------------------------------ | --------- |
| Campeona  | 31 de julio de 2021 | Belgrado | Tierra batida | Lidziya Marozava | Alena Fomina Ekaterina Yashina | 6–2, 6–2  |